# Sphaerobambos subtilis
Sphaerobambos subtilis är en gräsart som beskrevs av Soejatmi Dransfield. Sphaerobambos subtilis ingår i släktet Sphaerobambos och familjen gräs. Inga underarter finns listade i Catalogue of Life.